# 上田芳央
上田 芳央（うえだ よしお、1951年4月24日 - ）は、奈良県出身の元アマチュア野球選手（投手）。

## 来歴・人物
浪商高等学校では、エースとして1968年に秋季近畿大会に進む。準々決勝では箕島高の島本講平に投げ勝つが、準決勝で渋谷通を打の主軸とする平安高に敗退。しかし翌1969年春の選抜への出場を決めた。大会では1回戦で日体荏原高に大勝、自らも満塁本塁打を放つ。2回戦では三沢高の太田幸司との投手戦となるが、延長15回の末に辛勝。準々決勝でも日高晶彦らのいた広島商を降す。しかし準決勝では三重高の上西博昭に完封を喫した。同年夏は府予選決勝で明星高に0-1で惜敗、甲子園出場を逸する。
明治大学へ進学。東京六大学野球リーグでは、同期の今久留主邦明とバッテリーを組み1973年秋季リーグで4年ぶりに優勝、ベストナイン（投手）に選出された。1972年の第1回日米大学野球選手権大会日本代表に選出されている。リーグ通算42試合15勝7敗、防御率2.26、99奪三振。他の大学同期に投手の井上明、遊撃手の樋野和寿らがいた。
大学卒業後は社会人野球の三協精機に進む。1974年の都市対抗では、1回戦で日本新薬を相手に先発するが、守備陣の乱れもあって敗退。1975年の都市対抗にも連続出場するが、その後は朝日生命に移籍した。